# روبن مسا
روبن مسا (انگلیسی: Rubén Mesa؛ زادهٔ ۱۶ ژانویهٔ ۱۹۹۲) بازیکن فوتبال اهل اسپانیا است.
از باشگاه‌هایی که در آن بازی کرده‌است می‌توان به باشگاه فوتبال رکریتیوو اوئلوا و باشگاه فوتبال اتلتیکو مادرید بی اشاره کرد.